# Ikke-kodende RNA
Ikke-kodende RNA (eng. non-coding RNA, ncRNA) er alle andre RNA’er end mRNA, messenger RNA,  dvs RNA, der ikke oversættes til protein. 
Den DNA-sekvens, som et ikke-kodende RNA er transskriberet fra kaldes ofte et RNA-gen. Antallet af RNA-gener er ukendt, men undersøgelser tyder på, at der er i tusindvis af dem. I det menneskelige genom er der identificeret 4250 RNA-gener.
En del af disse ikke-kodende RNA-molekyler har enzymatisk funktion og betegnes som ribozymer.

## Familier af ikke-kodende RNA
Funktionelt vigtige typer af ikke-kodende RNA omfatter følgende
- Oncomir
- ribozym
- tRNA eller transfer RNA
- rRNA eller ribosom RNA
- microRNA eller miRNA
- long noncoding RNA eller lncRNA
- siRNA
- piRNA
- sgRNA (single guide RNA, se CRISPR)
- snoRNA
- snRNA (fra eng. small nuclear RNA) eller U-RNA: U1 spliceosomal RNA, U2 spliceosomal RNA, U4 spliceosomal RNA, U5 spliceosomal RNA og U6 spliceosomal RNA
- exRNA
- scaRNA
- XistRNA
- HOTAR (HOX transcript antisense RNA)

Funktionen af mange af de nyligt identificerede ikke-kodende RNA’er er endnu ikke blevet fastlagt, men ikke-kodende RNA menes at udgøre en del af de molekylære årsager til sygdomme som kræft, autisme og Alzheimers.